# Asyndetus ammophilus
Asyndetus ammophilus är en tvåvingeart som beskrevs av Friedrich Hermann Loew 1869. Asyndetus ammophilus ingår i släktet Asyndetus och familjen styltflugor. Inga underarter finns listade i Catalogue of Life.